# Sonja Moonear
Sonja Moonear (eigentlich Sonja Mounir; * 1978 in Genf) ist eine Schweizer Tech-House-DJ und Musikproduzentin.

## Leben
Sonja Moonear spielt seit ihrer Kindheit Klavier und wurde später als DJ und Veranstalterin im Kanton Genf aktiv. Ab 2002 war sie ein Resident im Club Weetamix. Hier wurde sie von DJ Zip vom Label Perlon entdeckt. Es folgten internationale Auftritte, darunter bei Festivals wie Sonus, Melt, Tomorrowland, Nachtdigital oder Time Warp sowie Auftritte auf Ibiza.
2017 wurde sie in Romuald Karmakars DJ-Dokumentarfilm Denk ich an Deutschland in der Nacht vorgestellt. 2023 erhielt sie den Schweizer Musikpreis.

## Diskografie (Auswahl)

### Singles & EPs
- 2007: 99 Erikas
- 2010: Mimosa
- 2010: Desert Queens
- 2014: Hans/Lord Drama

### DJ-Mixe
- 2016: Cocoon in the Mix (mit Carl Craig)